# Корниш рекс
Корниш рекс је раса домаће мачке мекане, таластасте, коврџаве длаке, која се поред девон рекса и сфинкса сматра једном од најекстравагантнијих раса мачака.
Корниш рекс има дугачко и танко тело средње величине, клинасту, јаку главу која се сужава према бради. Уши су усправне, велике и високо смештене. 
Очи су средње велике и овалне.
Корниш је интелигентна и радознала мачка којој, због недостатка длаке, прија топлија клима.

## Герман рекс
Герман рекс је крупнија мачка, са округлом главом, али је по генотипу и фенотипу близак корнишу и до 1982, када их је ФИФе признала није била призната као посебна раса.